# Apoštolská církev (Česko)
Apoštolská církev (často zkracována jako AC) patří mezi evangelikální církve. Z hlediska věrouky a praxe se řadí mezi letniční církve, které jsou sdruženy celosvětově v „Pentecostal World Conference“ a v rámci Evropy v „Pentecostal European Fellowship“. V Československu byla povolena a zaregistrována státem v roce 1989 po desetiletích práce v ilegalitě spojených s pronásledováním. Současný český církevní zákon ji zrovnoprávňuje s ostatními křesťanskými církvemi v Česku. Česká Apoštolská církev je členkou Ekumenické rady církví ČR. Od založení církve do roku 2008 stál v jejím čele biskup Rudolf Bubik. Apoštolská církev je organizačně přidružena ke světovým "Assemblies of God".

## Historie Apoštolské církve

### Od počátků k registraci

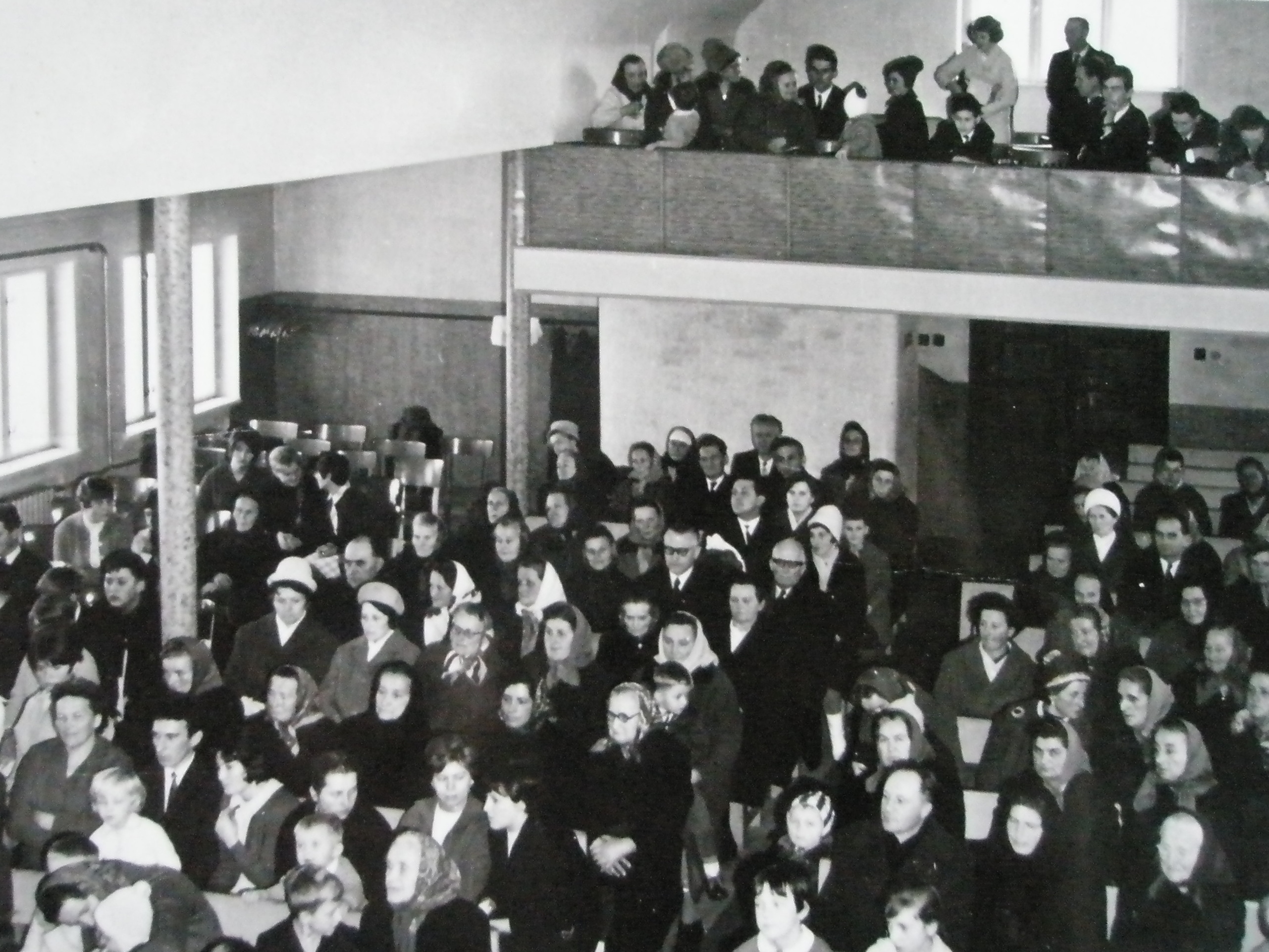
Modlitebna rozhodných křesťanů v Neborech

První letniční sbory na našem území vznikly na Těšínsku po roce 1910. Skupina křesťanů z různých denominací se začala scházet ke studiu Božího slova, k modlitbám a prosbám o zmocnění k duchovní práci. Mluvení v jazycích si vyložili jako Boží pověření k další práci. Jako následek další misie vznikly další skupiny v Brně, Praze a na jiných místech, které požádaly úřady o registraci. V roce 1910 byly těšínské sbory registrovány jako Svaz pro rozhodné křesťanství (Spolek rozhodných křesťanů). Tento spolek působil po celou dobu Československé republiky a úředně rozpuštěn byl až za německé okupace. V roce 1951 byl spolek spolu s ostatními spolky, jež zastupovaly státem neuznané církve a náboženské skupiny, zrušen. Letniční křesťané byli přinuceni začlenit se do některých církevních společenství, především do Jednoty českobratrské, dnešní Církve bratrské. Od počátku šedesátých let usilovali o povolení vlastní církve. V roce 1968 byl založen přípravný výbor rozhodných křesťanů, který měl vyjednat povolení církve, ale v roce 1973 byl zrušen a letniční křesťané byli opět vyzváni, aby se začlenili do jiných, již povolených církví. V roce 1981 bylo dosaženo takové dohody s Bratrskou jednotou baptistů, dohoda však byla z obav z chystané autonomie rozhodných křesťanů – letničních v rámci Bratrské jednoty baptistů státními orgány zmařena. V roce 1977 byla také Apoštolská církev povolena na Slovensku. I přes intenzivní jednání od roku 1983, byla legalizována v českých zemích teprve na počátku roku 1989.

### Od registrace církve
Po roce 1989 se Apoštolská církev stala jednou z výrazněji rostoucích rostoucí církví v rámci evangelikálních církví v ČR.[zdroj⁠?!] Byla známa jako zásadní odpůrce eutanazie, potratů a mezináboženského dialogu. Při návštěvě Dalajlámy, při jeho první návštěvě ČR, vyhlásila společné modlitby s postem za ochranu ČR před vlivem cizího náboženství. V roce 2003 aktivně vystoupila proti aktivitě Ekumenické rady církví (ERC) a České biskupské konference (ČBK) při podpoře kampaně o kladný výsledek referenda pro vstup do EU. Do roku 2007 byla AC i odpůrcem církevních restitucí, které však později přijala, a ratifikace Smlouvy mezi ČR a Svatým stolcem, což se projevilo řadou veřejných prohlášení. Přes svůj často ekumenicky zdrženlivý postoj byla AC prakticky od svého počátku členem Ekumenické rady církví a později Evangelické aliance. V této souvislosti byla AC často kritizována pro svůj vysoký počet duchovních placených státem.[zdroj⁠?!]

#### Vývoj věrouky
V rámci religiozity se AC krátce po Sametové revoluci musela vypořádávat s tzv. hnutím Víry, kdy sbory v Praze a v Brně byly ovlivněny misionáři z hnutí Slovo života z Uppsaly a přišly o část svých členů, kteří později přispěli k založení církve Slovo života, která se v roce 2010 registrovala na ministerstvu kultury. Rovněž řada sborů byla později ovlivněna charismatickým hnutím skrze členství v Křesťanské misijní společnosti (KMS), která byla největším distributorem právě knih od autorů hnutí Víry. Vzájemné kontroverze vedly AC k pořádání konference v roce 1994 na toto téma a vydání apologetických knih, obhajujících klasické letniční hnutí vůči charismatickým proudům.
Od poloviny devadesátých let se církev začíná organizovat na principu učednického resp. skupinkového hnutí, vycházejícího z modelu používaného v Christliches Zentrum Buchegg ve Švýcarsku. Dominantou každého sboru je zde pastor, jehož vize se pak skrze hierarchicky uspořádané buňky, resp. jejich vedoucí a poradce, přenáší ke každému členu sboru, který je v některých sborech skrze smlouvu, při zahájení svého členství, veden k poslušnosti duchovní autority. Tato eklesiologie zpočátku vedla ke značnému pnutí a dokonce i k vyloučení celého brněnského sboru v roce 1997 ze svazku AC. Tato exkomunikace celého společenství byla záhy anulována pokáním části starších sboru. Avšak průběhem času je v AC tento model vysoce oceňován pro stabilitu, umožňující důslednou aplikaci rozhodnutí vedoucích církve v životě sboru a jeho členů. Vedoucím je v tomto modelu automaticky přiznáváno vůdcovské charisma. Vedoucí jednotlivých společenství jsou zároveň shledáni duchovně způsobilými vést duchovní boj proti teritoriálním duchům zla. Uplatňuje se zde princip autority a odpovědnosti, kdy otec vede duchovní boj za svou rodinu, pastor za sbor a apoštol (vedoucí církve) za svůj národ. Vedoucí skupinky pak bojuje za svoji skupinku. Z tohoto důvodu se například Rudolf Bubik mohl stavět proti "démonickému knížeti" České republiky, ale již ne Slovenska.
Zhruba s nástupem nového milénia se konzervativní ráz AC začal měnit. V té době se AC otevřela tzv. Torontskému požehnání, které ve svých kořenech vycházelo z charismatického hnutí se zřetelným akcentem hnutí Víry. Zlomem byla jedna z největších evangelizačních aktivit v historii ČR v roce 2000 pod názvem Impressionate, na které vystupovali jihoameričtí pastoři spojovaní právě s počátky Torontského požehnání. Na akci se podílela Apoštolská církev spolu s charismatickými církvemi: Křesťanským společenstvím, Jednotou bratrskou a zástupcem hnutí Víry Slovem života. Výsledkem této akce mělo být prorocky oznámené obrácení 25 000 lidí v České republice ke Kristu. Nicméně podle časopisu Život víry, největšího propagátora těchto aktivit, skončila akce na mnoha místech "totálním fiaskem".

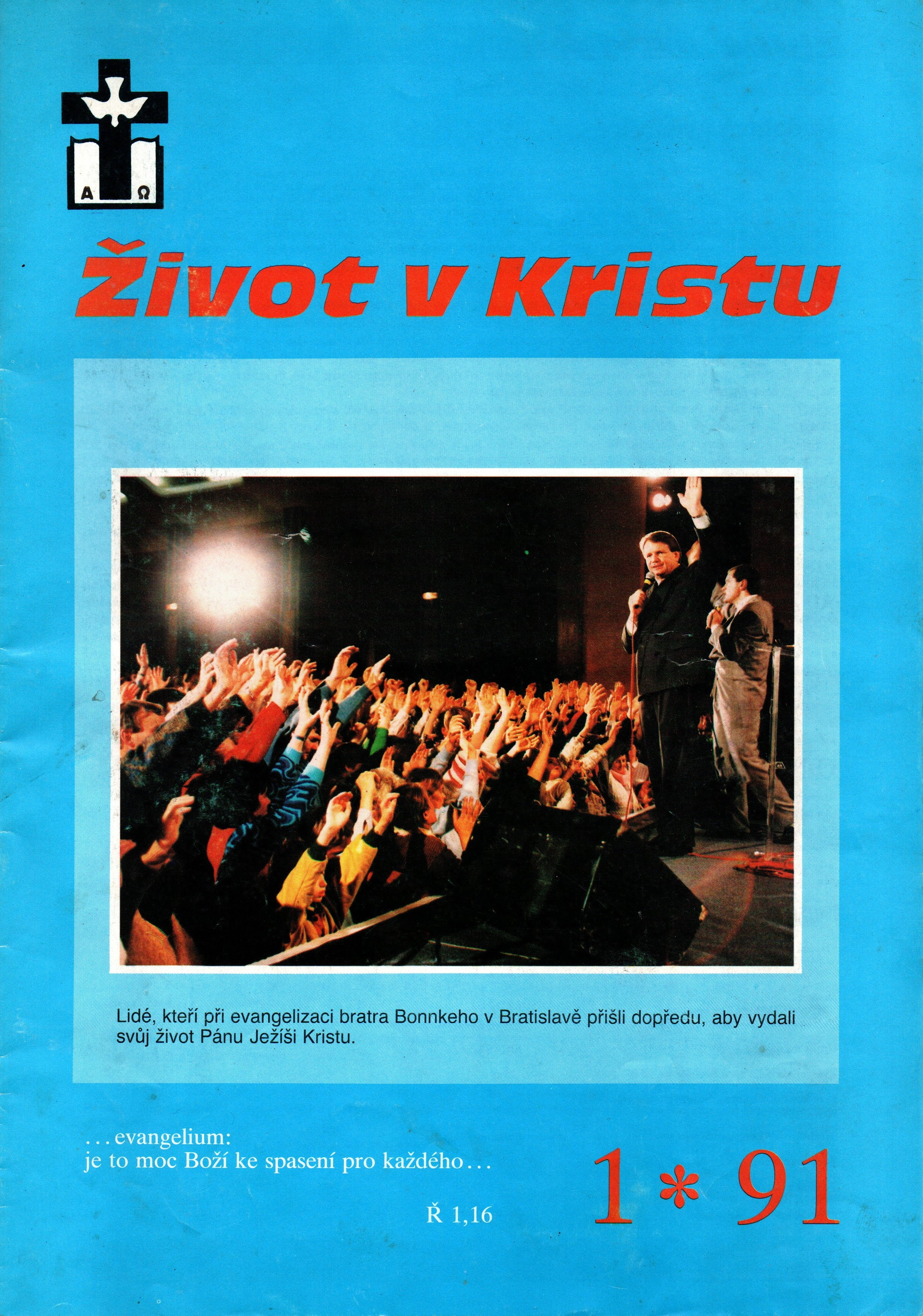
Časopis Život v Kristu (1/1991)

Právě od této doby lze v AC zřetelněji pozorovat posun od konzervativní letniční církve, kterou představují Assemblies of God, směrem k církvi v rámci širokého charismatického hnutí. Hlavní věroučný rozdíl je zde především v chápání role autority pastora a biskupa, kdy AC, na rozdíl od presbyterně-kongregačních AoG, preferuje biskupský, hierarchický systém na principu vzestupné vertikální odpovědností. Další rozdíl je v démonologii, kdy AC věří, že křesťané mohou být démonizovaní, a proto je součástí pastorace i exorcismusí, zatímco klasičtí letničtí to odmítají.

#### Diferenciace církve
V rámci AC, na principu "ecclesia in ecclesia" (církev v církvi), působí i hnutí "Církev bez hranic" (CBH), která začala jako hnutí církevního růstu resp. zakládání sborů, a která implementovala růstové postupy sekulárního managementu a učení Nové apoštolské reformace amerického teonomisty Petra Wagnera. Toto hnutí se pro svoji orientaci stalo důvodem pnutí mezi konzervativním pentekostalismem a moderními manažerskými přístupy ohledně vymezování pravomocí církevních úřadů, což eskalovalo na synodu v Nymburce, který byl chápán jako konfrontační. Nicméně církev si stále více přisvojovala pragmatickou teologii tohoto hnutí a CBH se tak stala respektovanou součástí AC, která udává tón misijní strategie. Sbory CBH jsou dnes inspirací i pro sbory, které se dříve snažily vycházet z důsledné aplikace reformačního principu „Sola scriptura“ i v otázkách církevní praxe Manažerské vedení pak našlo podporu i v pragmatickém přístupu nového biskupa Martina Moldana.

#### Ekumenické směřování
K plnému zapojení do ekumenického hnutí v podstatě došlo teprve nedávno, zhruba od roku 2007, tím de facto ustoupila z pozic "biblického separatismu", který je charakteristický pro americké letniční hnutí.

### Kontroverze
V současné době se objevuje kritika Apoštolské církve od některých osobností české kultury, jako je spisovatelka Lenka Procházková, zpěvák Janek Ledecký nebo politiků, jako je Miroslav Macek. Spočívá v tom, že AC nárokuje miliardu korun z církevních restitucí přesto, že byla registrována až po roce 1989 a hlásí se k ní cca 5 000 lidí. Ministryně Alena Hanáková však tuto kritiku odmítá s tím, že jde o část z majetku římskokatolické církve, takže nejde o nějaký zvláštní příspěvek. Současný biskup Martin Moldan dodává, že historie AC sahá ještě před rok 1989. Podle něho Apoštolská církev ale nežádá vydání žádného majetku, který jí sebrali komunisté.
Apoštolská církev je jednou z mála církví v ČR, která podle výsledků sčítání obyvatel v roce 2011 vykazuje mírný nárůst a ukázalo se, že existuje 4 934 lidí, kteří se k ní hlásí. Nicméně vnitrocírkevní statistiky v roce 2009 udávaly 6 992, později dokonce 7 318 členů. Podle proroctví emeritního biskupa Rudolfa Bubika však církev očekávala 100 000 členů ještě za jeho života (tj. do roku 2016).
V posledních letech[kdy?] se pastoři Apoštolské církve rozhodli oddávat snoubenecké páry, které pochází z jiné konfese nebo se nehlásí k žádnému křesťanskému vyznání. V roce 2018 proto došlo i ke změně Ústavy AC, která původně tuto praxi neumožňovala. Takové konání se dostává do konfliktu s Kanonickým právem římskokatolické církve v případě, kdy pastoři Apoštolské církve oddávají římské katolíky, kterým to není ze strany jejich církve formálně povoleno. V roce 2018 duchovní Apoštolské církve oddal rozvedeného rockového zpěváka Tomáše Ortela, který v minulosti hrál v neonacistické kapele Conflict 88, s rovněž rozvedenou Janou Purer. Média upozornila nejen na z biblického pohledu eticky sporný aspekt svatby rozvedených osob, kterou Ortel chápe jako církevní, ale i na skutečnost, že k tomu došlo v den narozenin Adolfa Hitlera na zámku Zbiroh, kde za 2. světové války sídlilo velitelství SS.

### Biskupové Apoštolské církve
- Rudolf Bubik (1989–2008)
- Martin Moldan (od r. 2008)

## Učení Apoštolské církve

### Poslání
Za měřítko víry a křesťanského života přijímá Apoštolská církev Písmo svaté, jako jedinou věroučnou základnu. Navazuje na učení Ježíše Krista a apoštolů. Křtí ponořením ty, kteří jsou způsobilí věřit a vyznávat svou víru v Ježíše Krista jako Božího syna, svého Pána a Spasitele. V učení a praxi se kromě klasických axiomů křesťanské teologie zdůrazňuje osoba Ducha Svatého v životě jednotlivce a církve. Cílem je zvěstovat Ježíše Krista v moci Ducha Svatého. Pokud jde o vztah k jiným církvím, považuje AC ty, kteří uvěřili v Ježíše Krista, prožili odpuštění hříchů a jsou následovníky Ježíše, za Kristovu církev, tedy za své bratry a sestry.

### Eklesiologie
Církev je společenstvím všech vpravdě znovuzrozených věřících, kteří žijí pod autoritou Ježíše Krista a jsou spojeni Duchem Svatým a Slovem Božím, což je v podstatě klasickým protestantským vyjádřením tzv. "neviditelné církve". V AC se rozeznává i několik viditelných úrovní. Základem mnoha sborů jsou tzv. skupinky, které jsou považovány za nejmenší stavební jednotky (buňky) a fungují v rámci místních společenství. Poté následují místní společenství (sbory), které jsou seřazeny do oblastí. Vyjádřením církve jako nejvyššího správního celku v dané zemi je denominace, jejichž existence je v AC vnímána pozitivně. Ještě vyšší, volnější jednotkou, je Evropské letniční společenství (PEF) a mezinárodní společenství Božích sborů (Assemblies of God).

### Christologie
AC v podstatě vychází z tzv. čtverého neboli tzv. "plného evangelia", reflektujícího Krista jako: Spasitele, což jej kvalifikuje jako Beránka, obětovaného za hřích světa; Uzdravovatele, což demonstruje jeho uzdravující moc k obnově duchovního i fyzického zdraví; Křtitele Duchem, který křesťany zmocňuje ke službě; a Přícházejícího Krále, který přichází s mileniální vládou. Tato christologická postulace má svůj původ v hnutí svatosti, kde má letniční hnutí své kořeny. Kristus je pak v souladu se starocírkevní tradicí plně Bůh a člověk, který se narodil z panny Marie a svým zrozením se pokořil, aby učinil Boží dokonalou vůli – záchranu člověka. Přišel na svět, aby nám zjevil Boha Otce, ukázal nám cestu spasení a vzal naše hříchy na sebe, zlomil moc satana a osvobodil nás z moci smrti a hříchu. Zemřel na kříži a vstal z mrtvých v těle, aby ospravedlnil všechny, kdo věří v něho. Řekl: „Dokonáno jest“, tzn., že nic není nutno ke spasení přidat. Nyní se přimlouvá, zachraňuje, křtí Duchem Svatým, udílí dary a služebnosti, vládne nad celou církví skrze Ducha Svatého, Slovo a duchovní správce, kteří jsou v souladu se systémem autorit chápáni jako jím delegované autority.

### Soteriologie
AC zastává teorii "zástupného potrestání", která byla postulována v reformaci v 16. století. V jejím centru stojí biblická teze, podle níž "všichni zhřešili a jsou daleko Boží slávy". Nedokonalý a hříšný člověk se nemůže sám spasit . Potřebuje z Boží milosti činit pokání ze svých hříchů a musí uvěřit v Ježíše jako svého Pána a Spasitele, který se sám stal smírnou oběť za lidstvo, když podstoupil zástupně trest za lidský hřích, aby usmířil člověka s Bohem.

### Sakramentologie
AC vysluhuje dvě svátosti: křest ve vodě, vykonávaný ponořením na základě osobní víry křtěnce, a Večeři Páně způsobem podobojí. Večeře Páně je chápána symbolicky a je vysluhována staršími sboru, případně pověřenými osobami. Avšak praxe svátostí nemá sama o sobě výkupnou moc ani nepůsobí "ex opere operato".

### Biblistika
Apoštolská církev věří, že Bible resp. Písma Staré a Nové smlouvy jsou Slovem Božím. Chápe se jím protestantský kánon v počtu standardních 66 knih bez Deuterokanonických knih a Apokryfů. Bible (Písmo) je dle konceptu verbálně-plenární inspirace vdechnuta Duchem Svatým, je neomylná (biblical inerrancy), což znamená, že v originálních rukopisech nebyly chyby. Bible je pravidlem pro křesťanský život a věrouku. AC oficiálně odmítá historicko-kritickou metodu (tzv. vyšší kritiku Bible), kterou postupně, i v obraně proti fundamentalismu, přijaly některé protestantské církve i církev římskokatolická.

### Pneumatologie
Jako ostatní letniční církve i Apoštolská církev věří, že existuje křest Duchem svatým, který je jedinečnou a zpravidla následnou zkušeností po obrácení resp. znovuzrození. Tato tzv. druhá zkušenost, která obvykle znovuzrození následuje, je verifikována promluvením v nových jazycích (tzv. glossolálie). Může a měl by ji prožít každý křesťan, jelikož je zmocněním k misii a bývá i vstupní branou k dalším charismatům. Křest Duchem svatým je rozpracován i v rámci trinitologie, kdy je to sám vzkříšený Ježíš, který sesílá svého Ducha na ty, kteří ho prosí, stejně jako jej seslal na učedníky v den letnic. Tak se naplňuje zaslíbení Jan Křtitele, zaznamenané například v knize evangelia sv. Marka: "On vás bude křtít Duchem svatým " (Mk 1, 8). Tato biblická letniční zkušenost není chápána jako neopakovatelná událost církevní historie, jak ji prezentují např. reformovaní evangelikálové nebo luteráni. Opakuje se dodnes, včetně její následnosti po znovuzrození, jako se opakovala v Písmu za doby apoštolů (Sk 2,4; 10, 45-46; 19,5).
Apoštolská církev navíc věří ještě v další, oddělenou zkušenost, a to je tzv. „křest ohněm“. Toto učení přijala z vyučování jihoamerických teologů koncem 90. let, a má stejné kořeny, jako Torontské požehnání. Jedná se o radikální proměnu Duchem svatým do okamžitého stavu posvěcení. Iniciace této zkušenosti bývá doprovázena tělesnými manifestacemi, např. ztrátou sebekontroly, třesením, pádem naznak, případně křečemi a nejčastěji tzv. „svatým smíchem“. Argentinský evangelista a teolog Sergeio Scataglini, který byl promotorem této zkušenosti v AC, ji popsal – včetně jejího eschatologického účelu – následovně:
„„Najednou se mi sepnuté ruce začaly třást, aniž bych si to přál, a nebyl jsem schopen je udržet pod kontrolou…Nikomu jinému se ruce netřásly. Pevně jsem je sevřel a pokoušel jsem se to třesení zastavit – pak se mi začalo třást celé tělo. Pamatuji si, že jsem se snažil pevně stisknout kolena v marném pokusu zastavit třes těla. A pak jsem padl na podlahu… Ležel jsem na podlaze a nekontrolovaně jsem se třásl… Chvíli jsem brečel a chvíli jsem se smál... Pak jsem začal křičet. Vzal jsem kapesník a položil si ho na ústa… Snažil jsem se krotit se , jak jen to bylo možné, ale čím víc jsem se snažil kontrolovat, tím silněji na mne přicházely vlny Ducha svatého…Jak jsem se pokoušel mluvit, uvědomil jsem si, že nemluvím správně. Vím, že mám španělský přízvuk, ale tohle bylo mnohem horší! Nakonec přišel jeden bratr a položil mi otázku: „Bratře, nepotřebuješ odvézt domů?“ Odpověděl jsem: „Ano, myslím, že nejsem schopen jet sám,“...Nebyl jsem schopen chodit, ale mohl jsem lézt. Pomalu jsem začal svůj výstup po schodech... Třesení pokračovalo, plakal jsem a nevěděl jsem, co se děje... nebyl jsem schopen ani zatelefonovat... Pán jedná s církví v těchto dnech mnohem mocněji. Nevěsta Ježíše Krista je téměř připravena pro svého ženicha. Duch svatý vyhlazuje několik posledních vrásek a čistí několik zbývajících poskvrnek, a činí církev nádhernou pro svatbu s Pánem a Spasitelem Ježíšem Kristem!""

### Evangelizace a duchovní boj
Církev klade velký důraz na hlásání evangelia, v čemž lze spatřit odkaz celosvětového letničního hnutí. Křest v Duchu svatém je zde chápán jako vyzbrojení mocí nejen k zvěstování evangelia, ale i k jeho potvrzování mocnými činy. Současně se věří, že v rámci evangelizace je třeba vést duchovní boj proti satanu a jeho andělům (démonům). Věří se, že říše démonů je hierarchicky uspořádána a nad každým národem stojí mocný kníže, kterému se může slovně protivit apoštol. Oporou pro toto tvrzení je verš z biblické knihy Dt 32:8-9, kde některé překlady uvádějí, že Hospodin stanovil hranice kdejakého lidu podle počtu synů Božích. Těmito syny jsou dnes padlí andělé, kteří vládnou rozsáhlým územím. Proto i nad každým územím, která rámcově mohou odpovídat oblastem AC, stojí lokální démonická knížata, se kterými bojují senioři oblastí slovním exorcismem. Dále jsou města, nad kterými stojí démoni měst. Jeden z mocných démonů, „duch smrti“, sídlí nad Kutnou Horou a je spojen s místní kostnicí. Tento démon stojí za mnoha zdravotními problémy těch, kdo se mu protiví. Různými technikami, včetně slovního svazování, pak mají být démoni oslabeni, aby k lidem mohlo proniknout evangelium, které má přinést očekávané probuzení do Českého národa. Duchovní démonická mocnost, která ovládá český národ, souvisí s herectvím, hudbou a zábavou. Tato démonologie je však v rozporu s klasickým pentekostalismem.

### Eschatologie
AC zastává klasický premileniální futurismus neboli dispenzacionalismus. Jedná se o eschatologický systém, který uvádí, že většina událostí v biblické knize Zjevení se naplní během období sedmi let po „vytržení“ církve do nebe. To má nastat během neviditelného příchodu Krista pro své vyvolené (1 Te 4. 16-17 a 1 Kor 15,51-56). Poté bude následovat sedmiletá svatební hostina Krista s Církví v nebi, což má být Danielův týden-let, zatímco na zemi nastane vláda Antikrista (Da 9,27), kterého Kristus zničí při svém viditelném příchodu s oslavenou církví (2 Te 2,8). Autorem této doktríny je irský teolog Nelson Darby, a tento systém byl ve 20. století století v USA přejat většinou evangelikálních církví a křesťanských fundamentalistů s výjimkou většiny reformovaných. AC tuto nauku přejala v její letniční modifikaci, prakticky s jediným podstatným rozdílem. Zatímco dispenzacionalisté, a nejen oni, věří, že symboly šelem, uvedených v knize Daniel (Da 7,4-6), představují historická následná království Babylona, Médo-Perzie a Řecka, v AC se vyučuje, že se jedná o Anglii, Rusko a USA. To samozřejmě může vést k negativnímu pohledu i na západní civilizaci. Někteří se dnes časové období, ve kterém má nastat vytržení, resp. neviditelného Kristova příchodu, snaží odhalit na základě výpočtů postavení měsíce a hvězd.  Zhruba od roku 2019 se ovšem vedoucí církve začínají přiklánět ke starším eschatologickým konceptům a od astrologických excesů se veřejně distancují.
Podstatným prvkem eschatologie AC je ovšem i nadále nerevidovaná představa, že před Kristovým příchodem má dojít k velkolepému celosvětovému probuzení, které je chápáno jako vyzdobení nevěsty (Církve) pro svého ženicha (Krista). Někdy se k tomu využívá biblické metafory církve "bez vrásky a poskvrny", což je chápáno eschatologicky, tedy do blízké budoucnosti. Podle prorockých zaslíbení má toto probuzení začít pro Evropu v České republice. Například sbor ve Valašském Meziříčí bude mít, na základě zjevení jeho pastora, 28 000 členů.  Očekávalo se, že by probuzení v ČR, podobné tomu v severoamerické Pensacole, mohlo začít již na celoevropské letniční konferenci ve Frýdku-Místku v roce 1997.   Pozdější datum mluvilo na základě proroctví o duchovním rozmachu do roku 2009, kdy skrze Českou republiku měl být zasažen celý svět. Sám Rudolf Bubik mluvil o osobním Božím zaslíbení, že za jeho života bude mít AC 100 000 členů, čehož se ovšem nedožil.

### Vyznání víry Apoštolské církve
- Věříme,

1. že Bible – Písmo svaté – je jediným, vdechnutým a neomylným autoritativním Slovem Božím,
2. že je jeden věčně existující trojjediný Bůh: Bůh Otec, Syn a Duch Svatý,
3. že Bůh je věčný, všemohoucí Stvořitel nebe i země, celého vesmíru a veškerého života,
4. v Božství Ježíše Krista, jeho početí z Ducha Svatého, narození z panny Marie, jeho bezhříšné lidství a dokonalý život, ve věčnou postačitelnost jeho smírčí a zástupné smrti na kříži, v jeho zmrtvýchvstání v těle, v jeho nanebevstoupení na pravici Otcovu a v jeho druhý příchod na zem v moci a slávě,
5. v Ducha Svatého jako Boží osobu, který byl seslán na věřící v den Letnic, což bylo počátkem živé Kristovy církve na zemi, a že Duch Svatý působí dodnes ve stejné moci.

- Boží plán s člověkem

1. Člověk byl stvořen k obrazu Božímu. Sveden Satanovou lží zhřešil neposlušností, a ztratil tak obecenství s Bohem, čímž uvedl na celé lidstvo duchovní i tělesnou smrt.
2. Ježíš Kristus smířil svou obětí lidstvo s Bohem, a umožnil tak člověku návrat k původnímu stavu a k životu věčnému.
3. Osobní vírou v Ježíše Krista má každý člověk možnost stát se z Boží milosti opět Božím dítětem a dosáhnout života věčného.
4. Duch Svatý usvědčuje i dnes svět z hříchu, zjevuje tajemství evangelia a zmocňuje Kristovu církev k plnění jejího poslání na zemi
5. Oběť Ježíše Krista pojí věřící v jednu rodinu Boží, církev Kristovu na zemi.
6. Církev Kristova bude přenesena do Boží slávy.
7. Zřízení tisíciletého království na zemi.
8. Poslední soud.
9. Spasení všech, kteří přijali dílo spasení v Kristu a vytrvají věrně až do konce. Takoví budou žít věčně v nebeské slávě.
10. Existuje věčná záhuba – ohnivé jezero – pro ty, kteří odmítli Krista jako Spasitele.

- Člověk tedy potřebuje poznat a prožít:

1. svou hříšnost a ztracenost ve světle Slova Božího,
2. pokání, tj. změnu smýšlení, lítost nad hříchem, jehož se dopustil, i nenávist k němu,
3. obrácení se ve víře k Bohu, očištění krví Ježíše Krista a Boží ospravedlnění,
4. znovuzrození v Ježíši Kristu – přijetí Božího synovství,
5. křest ve vodě ponořením na základě osobní víry,
6. křest v Duchu Svatém s biblickým znamením – mluvením novými jazyky,
7. naplňování Duchem Svatým
  - k nesení živého svědectví Ježíši Kristu,
  - k tomu, aby dary Ducha Svatého sloužily ke společnému budování církve Kristovy na zemi.
  - k plnění velikého poslání církve Kristovy na zemi.

- Církev Kristova v biblickém významu

1. Hlavou církve je Ježíš Kristus a tvoří ji znovuzrození lidé, kteří žijí pod autoritou Ježíše Krista a jsou spojeni Duchem Svatým a Slovem Božím.
2. Byla založena v den Letnic vylitím Ducha Svatého na učedníky.
3. Boží vůlí je, aby věřící žili v posvěcení skrze krev Ježíše Krista, moc Ducha Svatého a poslušnost Božího slova a v neustálém růstu ve víře a nesli ovoce života naplněného Duchem Svatým.
4. Podílem věřících jsou dary Ducha Svatého, které zmocňují k životu a službě v moci Ducha Svatého.
5. V odpověď na modlitbu víry Pán nadpřirozeně uzdravuje nemocné.
6. Církev Kristova je obecenství těla a krve Ježíše Krista, což je vyjádřeno slavením památky Večeře Páně podáváním chleba a vína. Přijímat Večeři Páně přísluší jen těm, kteří jsou očištěni a vykoupeni krví Kristovou, a tím připojeni k jeho církvi.
7. Ve vztahu k ostatním znovuzrozeným křesťanům jsou členové vázáni povinností respektovat zásadu ztotožnění se s viditelnou církví Kristovou.

## Struktura církve
Základní částí Apoštolské církve jsou sbory, které jsou seskupeny do správních oblastí. Sbor vzniká tam, kde je společenství věřících po duchovní a mravní stránce autonomní. Je po hospodářské stránce soběstačný, má právní subjektivitu a je zastupován a spravován pastorem sboru a druhým pastorem. Odpovědnost za sbor nese také Rada starších.
Pro naplnění misijního poslání vznikají při sborech misijní stanice. Ty tvoří členové, kteří se scházejí k pobožnosti na jednom místě, ale jsou odkázáni svými potřebami na mateřský sbor.
Diaspora potom vzniká tam, kde se členové shromažďují mimo sbor nebo stanici. Duchovně a hmotně jsou členové v diaspoře odkázáni na sbor nebo stanici.
Církevní struktura AC je osvědčená a zajišťuje vysokou stabilitu církve. Věří se obecně, že jako byl Kristus poddán Otci a žena muži, má být člen sboru poddán pastorovi a pastor biskupovi. Systém autorit striktně odmítá rovnostářství a vidí církev jako strukturu poddanosti a odpovědnosti na principu podřízený a nadřízený. Demokracie se, na rozdíl od teokracie, odmítá jako systém založený na vzpouře proti Bohu, který vzešel z Velké francouzské revoluce.  Proto se z principu nepraktikuje volba autorit prostými členy, ani autorita není zodpovědná členům církve. Z tohoto důvodu došlo i k prerogativě autority v rámci novelizace ústavy, kde bylo původně nejvyšším orgánem celocírkevní shromáždění. Samotná budoucí autorita je kooptována z pozice stávajících autorit, obvykle na základě zjevení, a také vyšší autoritě je pak zodpovědná. Příkladem je současný biskup, který nebyl zvolen způsobem výběru mezi jednotlivými kandidáty, jako tomu obvykle bývá u protestantských církvích. Církev pouze aklamací rozsoudila zjevení bývalého biskupa ohledně svého nástupce tři roky před jeho dobrovolnou a oznámenou abdikací. Církevní autorita jako pastor, senior nebo biskup není pak ustanovena na základě vymezeného období, jelikož nepodléhá pravidelnému volebnímu cyklu. Úřad pastora tak může být prakticky až doživotní.
Tento systém ale není pouze jednostranný. Vyšší autorita má i odpovědnosti za autoritu nižší, a je povinna za ní stát při sporu s jejím podřízeným. Tento princip je chápán jako Boží, což dosvědčil i bývalý biskup, který zodpovídal za církevní věrouku:
„Mnozí mě pomlouvají, že prý je jasné: „Rudek se vždy postaví za pastora.“ Odpovídám: „A mám jinou možnost?“ Já toho pastora ustanovuji a tím ho stavím pod Boží autoritu. Já ho pak musím brát. Není to tak jednoduché ani pro mě, protože jsem ve službách Boha živého. Já musím přijímat jeho principy a ty taky.“ 
Systém autorit však v žádném případě nemá být diktátorský. Autorita má být moudrá, laskavá a umět naslouchat. Musí být ochotna slyšet a vyslechnout kritiku. Rozhodnutí autority je pak potřebné respektovat i proti svému svědomí a nestavět se do vzpoury. Při svévolném, veřejném lpění na svém názoru, který odporuje deklarativnímu vyjádření autority, je dotyčný napomenut a pokud zůstává ve vzpouře, může proti němu být použito krajního opravného prostředku – exkomunikace, což poskytuje ochranu celému společenství. Inspirací tohoto systému byly mimo jiné: struktura římskokatolické církve ; dále učení čínského učitele Watchmana Nee z jeho knihy Duchovní autorita, která posloužila k vyučování o autoritě na biblické škole a vhodným eklesiologickým substrátem je skupinková struktura sboru, implementována od švýcarského apoštola, Wernera Kniesla.
Dle vnitrocírkevní statistiky sdružovala církev k 1. 8. 2013 celkem 7.401 lidí včetně dětí a čekatelů na členství, 45 sborů, 58 stanic a 68 diaspor.
Při sčítání lidu v roce 2001 se k Apoštolské církvi přihlásilo 4 565 osob, roku 2011 k Apoštolské církvi pak 4 934 osob.
Členem sboru se je možné stát na základě písemné přihlášky.

Věková struktura Apoštolské církve v České republice roku 2011

## Sbory Apoštolské církve
- Bohumín, pastor Tadeusz Gaura
- Brno, pastor Pavel Harabus

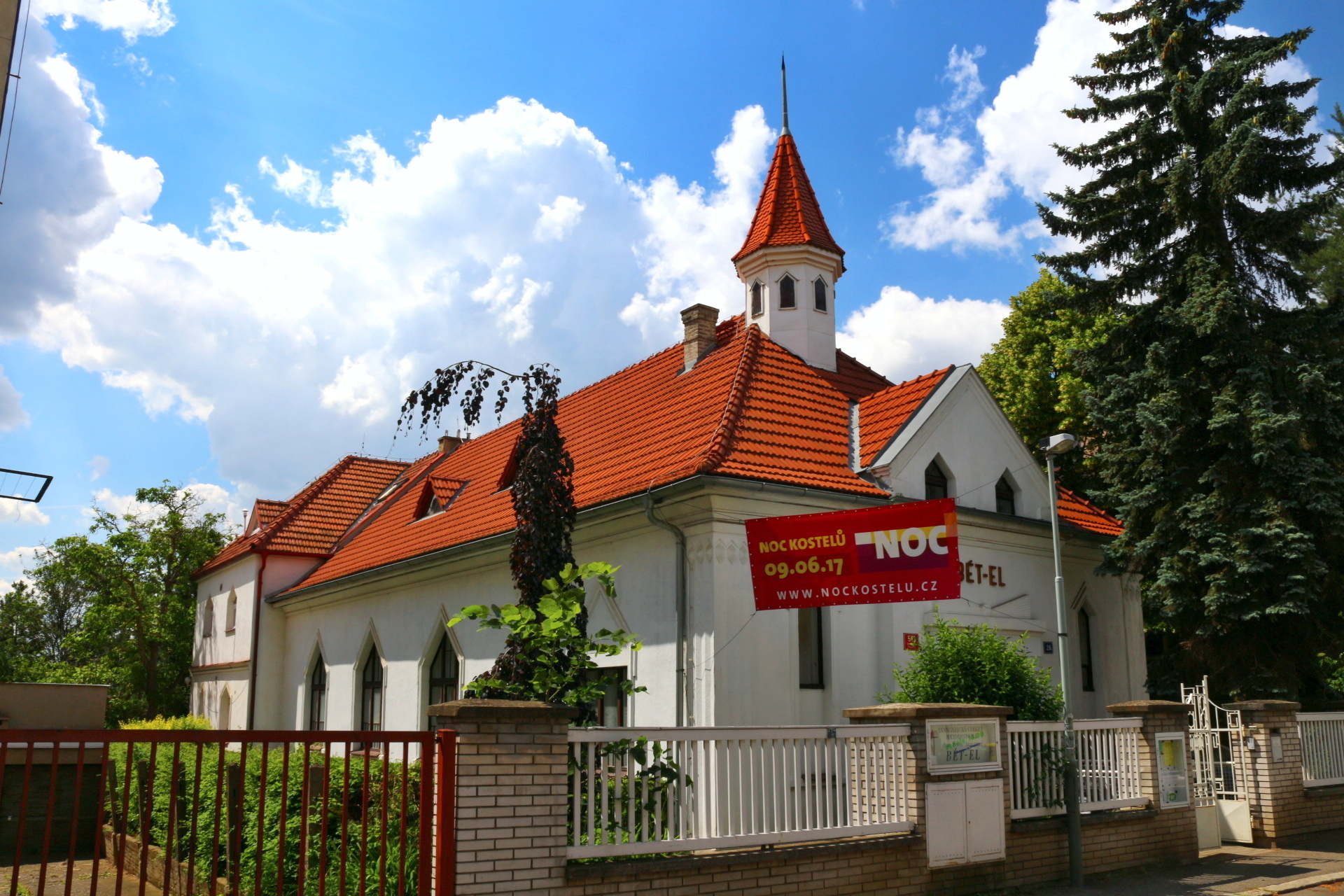
Sbor Apoštolské církve „Bét-El“ v Praze-Strašnicích

- Brno, CityHouse, pastor Michal Apetauer
- Bučovice, pastor Jiří Pospíšil
- Břeclav, pastor Ing. Karel Káňa
- Čáslav, pastor Miroslav Kliment
- České Budějovice, pastor Štěpán Beran
- Český Těšín, Křesťanské centrum, pastor Bohuslav Wojnar
- Český Těšín, Agapé, pastor Jaroslav Šelong
- Frýdek – Místek, pastor Jaroslav Lofítek
- Havířov, pastor Petr Špok
- Hlinsko, pastor Jiří Malý
- Hlučín, pastor Jan Honus
- Hodonín, pastor Bohuslav Cupal
- Hradec Králové, Element, pastor Lukáš Targosz
- Hustopeče, pastor Karel Fridrich
- Chomutov, pastor Martin Huňát
- Jihlava, pastor František Apetauer
- Karviná, pastor Lumír Folvarčný
- Kladno, pastor Stanislav Bubik
- Kolín, pastor Martin Moldan
- Kopřivnice, pastor Jiří Kostelník
- Kroměříž, pastor Pavel Čep
- Kutná Hora, pastor Miroslav Papež
- Liberec, pastor Jiří Podskalský
- Liberec, Křesťanský sbor, pastor Stanislav Hart
- Lysá nad Labem, pastor Jiří Sedláček
- Oldřichovice, pastor Petr Walach
- Olomouc, pastor Svatopluk Dysmas
- Olomouc sbor 2, pastor Aleš Navrátil
- Ostrava, pastor Bohuslav Sikora
- Ostrov nad Ohří, pastor Ladislav Roboš
- Plzeň, pastor Jiří Šrom
- Polička, pastor Jiří Bureš
- Praha 10-Strašnice, 1. sbor, pastor Petr Sikora
- Praha, Dobrá zpráva, pastor Pavel Knob
- Praha, Maranatha, pastor Michal Beran
- Praha, Sbor bez hranic, pastor Stanislav Bubik
- Praha, Sbor otevřených dveří, pastor Petr Ministr
- Prostějov, pastor Ondřej Kříž
- Rožnov pod Radhoštěm, pastor Roman Povala
- Trutnov, pastor Robert Souček
- Třinec, pastor Bogdan Cichy
- Uherský Brod, pastor Marek Pinďák
- Uherské Hradiště, pastor Rostislav Šiška
- Ústí nad Labem, pastor Štěpán Hlavsa
- Valašské Meziříčí, pastor Tomáš Hasmanda, Tomáš Galda
- Varnsdorf, pastor Pavel Vašát
- Vyškov, pastor Dávid Kováč
- Velké Meziříčí, pastor František Kameník
- Zábřeh, pastor Aleš Jančík
- Zlín, pastor Petr Fiurášek

## Vzdělání
Vzdělání oboru misijní a teologická činnost se zaměřením na biblistiku a teologii zajišťuje Vyšší odborná škola misijně teologická v Kolíně ve spolupráci s Global University.

## Sociální práce a misie
Diakonie Apoštolské církve je organizace, která koordinuje činnost svých členů, kteří slouží v charitativní, misijní a sociální oblasti. Jejími středisky jsou: Domácí hospic Křídla v Sedlčanech, Středisko sociálního bydlení Oáza v Třinci, Mateřské centrum KidzTown v Kolíně, Nadosah potravinová pomoc na Břeclavsku, středisko duchovní a psychologické pomoci Kaplan v regionu Troubky, mobilní SOS tým, středisko vzdělávání Educa, které působí také celorepublikově. www.diakonieac.cz
Součástí misijní a sociální práce Apoštolské církve je také:
Občanské sdružení ACET (AIDS, Care, Education and Training) se zaměřuje na péči o nemocné AIDS, zároveň vyvíjí vzdělávací a osvětovou činnost se zaměřením na prevenci onemocnění AIDS.
Royal Rangers je mezinárodní křesťanská organizace věnující se dětem a mládeži školního věku. Jejím cílem je vychovat mladého člověka k plnému, samostatnému a odpovědnému životu bez závislosti na čemkoliv škodlivém.
Nadační fond Nehemia je humanitární a misijní organizací, jejímž posláním je vyučování a motivace místních
sborů k zapojení do světové misie. Podporuje pronásledované křesťany a také podporuje chudé děti z Indie, Rwandy, Ugandy či Ukrajiny.
Teen Challenge je mezinárodní křesťanská organizace založená Davidem Wilkersonem, která pomáhá lidem s problémem závislosti na drogách, alkoholu či hracích automatech. Organizace se věnuje prevenci, streetwork, práci ve věznicích i vlastním detoxikačním programům.

## Společnosti Apoštolské církve
- Biblická škola
- Vyšší odborná škola misijní a teologická
- Misijní společnost Život
- Royal Rangers
- Teen Challenge
- Nadační fond Nehemia
- Nakladatelství Křesťanský život
- Nová Generace
- Odbor MLÁDEŽE AC (OMAC) – Služba mladým rodinám https://apostolskacirkev.cz/sluzba/mlade-rodiny
- Odbor DĚTEM – Služba dětem AC https://odac.apostolskacirkev.cz/
- Odbor ŽEN – Evanet https://evanet.estranky.cz/
- Odbor MŮŽŮM – Služba mužům https://www.acmuzi.cz/
- Diakonie Apoštolské církve – https://diakonieac.cz/